# Заливни маслени риби
Заливните маслени риби (Peprilus) са род актиноптери от семейство Маслени риби (Stromateidae).
Таксонът е описан за пръв път от Жорж Кювие през 1829 година.

## Видове
- Peprilus burti
- Peprilus crenulatus
- Peprilus medius
- Peprilus ovatus
- Peprilus paru
- Peprilus simillimus
- Peprilus snyderi
- Peprilus triacanthus
- Peprilus xanthurus